# Comté de Boonah
Le comté de Boonah est une ancienne zone d'administration locale située dans l'État du Queensland en Australie, dont le siège était Boonah.
Le comté s'étendait sur 1 921 km2 dans la Scenic Rim, une chaîne de montagnes faisant partie de la cordillère australienne. Il comprenait la ville de Boonah et les localités d'Aratula, Kalbar, Mount Alford, Roadview et Warrill View.
Le 15 mars 2008, il est supprimé et réuni avec une partie du comté de Beaudesert et de la ville d'Ipswich pour former la région de la Scenic Rim. 
En 2006, la population s'élevait à 8 642 habitants.